# Rollin White
Pour les articles homonymes, voir White.
Rollin White né le 6 juin 1817 à Williamstown (Vermont) et mort le 22 mars 1892 à Lowell (Massachusetts), est un ingénieur et armurier américain, inventeur d'un cylindre de révolver qui permettait de charger des cartouches papier par l'arrière du barillet.

## Biographie

### Premières années
Rollin White apprend l'armurerie auprès de son frère aîné, J. D. White en 1837 et déclarera plus tard que l'idée d'une poivrière "rechargeable par l'arrière" lui était venue pendant qu'il travaillait dans l'atelier de son frère en 1839. En 1849, il vient travailler pour ses frères qui ont un contrat à la Colt's Patent Firearms Manufacturing Company pour tourner et finir les barrillets de revolver. Durant ce temps, il récupère deux cylindres de revolver Colt au rebut et les place dans son tour, coupe l'avant de l'un et l'arrière de l'autre. Il assemble ces parties en un seul cylindre usiné qui peut s'adapter à un revolver Colt.

## Autres travaux